# 빅토르 크리스티안센

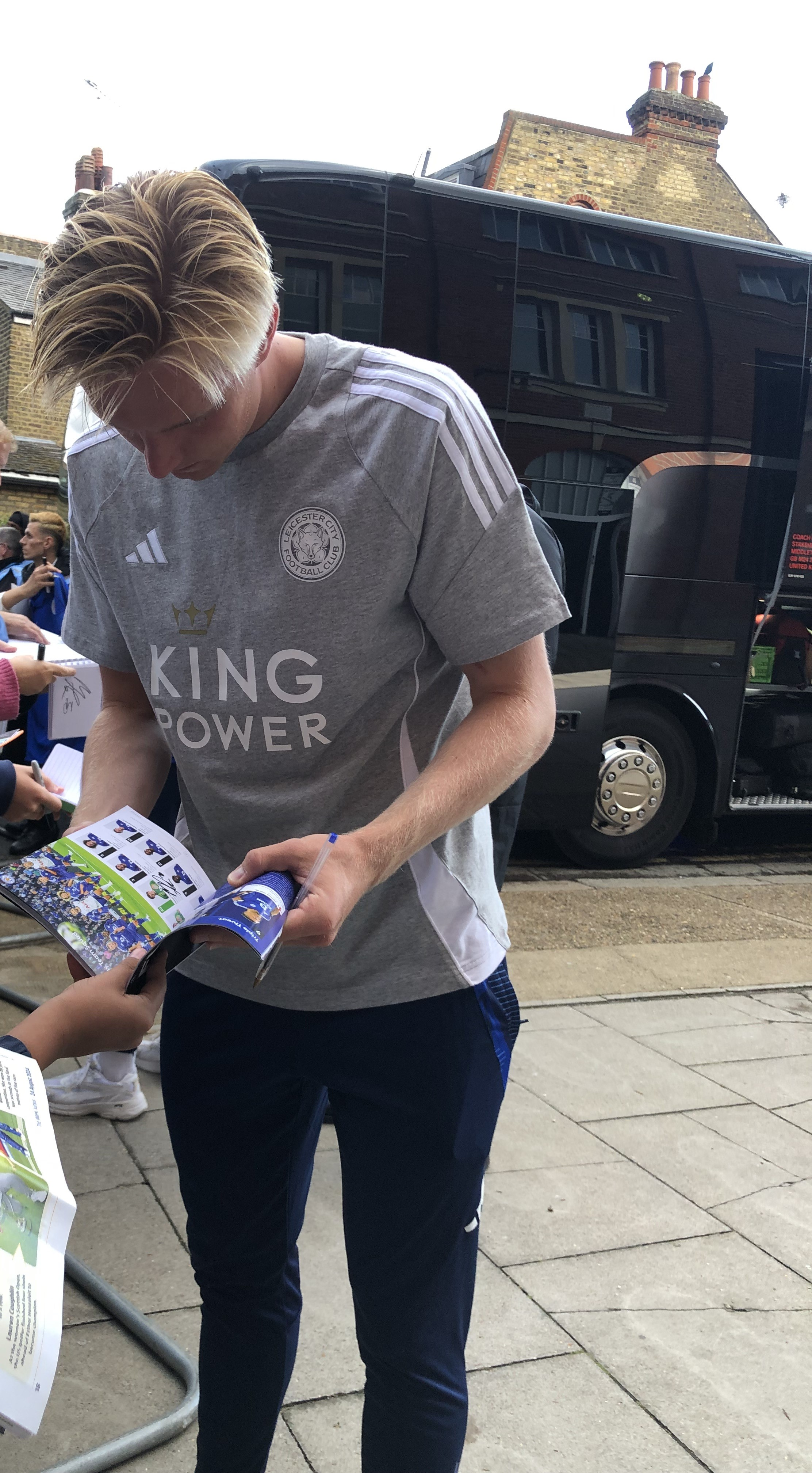

빅토르 번스 크리스티안센(덴마크어: Victor Bernth Kristiansen, 2002년 12월 16일 ~ )는 덴마크의 축구 선수이다. 그의 포지션은 왼쪽 풀백으로, 현재 이탈리아 세리에 A의 볼로냐에서 활약하고 있다.

## 클럽 경력
코펜하겐 유소년 클럽을 졸업한 크리스티안센은 2020년 11월 4일, 2-1로 이긴 아바르타와의 컵 경기에서 성인팀 데뷔전을 치렀다. 그는 2020년 11월 29일, 3-1로 이긴 쇠네르위스케와의 리그 경기에서 프로 데뷔전을 치렀다.
2020년 12월 20일, 18세가 된지 4일 후, 크리스티안센은 코펜하겐과 2023년 12월까지 계약을 연장했다.
2023년 1월 20일, 크리스티안센은 £17M의 기록적인 이적료에 레스터 시티로 이적하여, 덴마크 수페르리가 역사상 가장 비싼 선수가 되었다. 그는 월솔과의 FA컵 경기에서 교체 투입되어 레스터 시티 데뷔전을 치렀다.

## 국가대표팀 경력
크리스티안센은 현재 덴마크 청소년 국가대표이다.

## 수상 내역
코펜하겐
- 덴마크 수페르리가: 2021–22[9]